# Wolmar Anton von Schlippenbach
Wolmar Anton von Schlippenbach (Lijfland, 23 februari 1653 - 27 maart 1721) was een Zweedse baron, militair en gouverneur-generaal van Zweeds Estland van 1704 tot 1706. 
Tijdens de Grote Noordse Oorlog werd hij gevangengenomen bij Poltava. Na een paar jaar gevangenschap in Rusland ging hij in Russische dienst. In Rusland werd hij tot baron verheven en kreeg  promotie tot generaal.